# Pavle Baloh
Pavle Baloh (partizansko ime Peter), slovenski politični delavec, * 29. junij 1915, Gladbeck, Nemško cesarstvo, † (?).
Član Skoja je postal 1934, član KPS pa 1937, od 1938 je bil član okrožnega komiteja Skoja in član okrožnega komiteja KPS Revirji. Po okupaciji Kraljevine Jugoslavije se je pridružil NOB, ko je vstopil v Revirsko partizansko četo. Spomladi 1942 je odšel v Štajerski partizanski bataljon ter kasneje v Kozjansko partizansko četo in Kozjanski partizanski bataljon. Do avgusta 1944 je deloval na Kozjanskem kot član okrožnega odbora OF za Kozjansko in sekretar okrožja KPS in OF za kraje Radeče in Laško, nato kot sekretar ptujskega okrožja KPS. Po osvoboditvi je bil med drugim sekretar okrajnega komiteja KPS v Trbovljah in kasneje v Šmarju pri Jelšah ter direktor Oblačilnih podjetij Celje, v mariborski Tovarni avtomobilov pa sekretar. Za udeležbo v NOB je prejel partizansko spomenico 1941.